# Šober
Šober je naselje v Mestni občini Maribor.